# Gimnastyka akrobatyczna na World Games 2009
Gimnastyka akrobatyczna na World Games 2009 została rozegrana w dniach 20-22 lipca w hali Kaohsiung Arena. W tabeli medalowej tryumfowali reprezentanci Belgii i Rosji (1 złoto i 1 srebro). Pięć krążków (2 srebra i 3 brązy) wywalczyli zawodnicy z Wielkiej Brytanii.

## Uczestnicy zawodów
- Azerbejdżan
- Białoruś
- Belgia
- Bułgaria
- Chiny
- Wielka Brytania
- Niemcy
- Portugalia
- Rosja
- Ukraina
- Stany Zjednoczone[1]

## Medaliści
| Konkurencja         | Złoto                                                                    | Srebro                                                                                 | Brąz                                                                           |
| Dwójka mieszana     | Stany Zjednoczone · Kristin Allen · Michael Rodrigues                    | Belgia · Julie Van Gelder · Menno Vanderghote                                          | Wielka Brytania · Katie Axten · Nicholas Illingworth                           |
| Dwójka kobiet       | Belgia · Tastana de Vos · Florence Henrist                               | Azerbejdżan · Ayla Ammadowa · Dilara Sułtanowa                                         | Wielka Brytania · Mollie Grehan · Maiken Thorne                                |
| Dwójka mężczyzn     | Ukraina · Mykoła Czerbak · Siergej Popow                                 | Rosja · Aleksiej Dudczenko · Konstantin Pilipczuk                                      | Wielka Brytania · Douglas Fordyce · Edward Upcott                              |
| Kombinacja kobiet   | Rosja · Jekaterina Loginowa · Ajgul Szajchudinowa · Jekaterina Strojnowa | Wielka Brytania · Rebecca Richardson · Candice Slater · Beth Young                     | Ukraina · Kateryna Kałyta · Julija Odincowa · Natalia Winnik                   |
| Kombinacja mężczyzn | Chiny · Fang Sheng · Han Youliang · Xue Wangxin · Zhao Yu Chao           | Wielka Brytania · Adam Buckingham · Adam Mcassey · Jonathan Stranks · Alexander Uttley | Ukraina · Andrij Biłozor · Denys Kriuczkow · Andrij Łytwak · Roman Urazbakijew |

## Tabela medalowa zawodów
| Poz.    | Państwo           |   |   |   |    |
| ------- | ----------------- | - | - | - | -- |
| 1       | Belgia            | 1 | 1 | 0 | 2  |
| 1       | Rosja             | 1 | 1 | 0 | 2  |
| 3       | Ukraina           | 1 | 0 | 2 | 3  |
| 4       | Chiny             | 1 | 0 | 0 | 1  |
| 4       | Stany Zjednoczone | 1 | 0 | 0 | 1  |
| 6       | Wielka Brytania   | 0 | 2 | 3 | 5  |
| 7       | Azerbejdżan       | 0 | 1 | 0 | 1  |
| Łącznie | Łącznie           | 5 | 5 | 5 | 15 |